# HD 81799
HD 81799 är en misstänkt astrometrisk dubbelstjärna  belägen i den södra delen av stjärnbilden Vattenormen som också har Bayer-beteckningen G Hydrae. Den har en kombinerad  skenbar magnitud av ca 4,69 och är svagt synlig för blotta ögat där ljusföroreningar ej förekommer. Baserat på parallax enligt Gaia Data Release 2 på ca 19,9 mas, beräknas den befinna sig på ett avstånd på ca 164 ljusår (ca 50 parsek) från solen. Den rör sig bort från solen med en heliocentrisk radialhastighet på ca 29 km/s. Den har en relativt stor egenrörelse och rör sig över himlavalvet med en vinkelhastighet av 233 ± 19 bågsekunder per år vid en positionsvinkel av 136°.

## Egenskaper
HD 81799 är en orange till gul jättestjärna av spektralklass K2+ IIIb, vilket betyder att den är en utvecklad stjärna som lämnat huvudserien. Den ligger i röda klumpen, vilket anger att den ligger på den horisontella jättegrenen och genererar energi genom termonukleär fusion av helium i dess kärna.  Den har en radie som, baserat på uppmätt vinkeldiameter efter korrigering för randfördunkling av 1,96 ± 0,03 mas, är ca 11 solradier och har ca  42 gånger solens utstrålning av energi från dess fotosfär vid en effektiv temperatur av ca 4 500 K.
HD 81799 är med 99,4 procent sannolikhet källa till röntgenstrålning som kommer från dess koordinater.